# Карнаухов, Александр Леонтьевич
Алекса́ндр Лео́нтьевич Карнау́хов (15 (28) августа 1906, Кошелиха, Ардатовский уезд, Нижегородская губерния, Российская империя — 23 марта 1950, Магадан) — советский военнослужащий, один из организаторов восстания в концентрационном лагере «Бухенвальд».

## Биография
Родился 15 (28) августа 1906 года в селе Кошелиха Ардатовского уезда Нижегородской губернии в крестьянской семье. В начале 1940-х годов жил в Новосибирске и работал технологом пушного производства. Сразу после начала Великой Отечественной войны, 23 июня 1941 года был призван в Красную армию. Проходил службу младшим воентехником миномётной батареи 776-го стрелкового полка 214-й стрелковой дивизии. Вместе со своим подразделением принимал участие в Вяземской оборонительной операции, был ранен и 10 октября 1941 года попал в плен.
Несколько раз неудачно пытался бежать из плена, после чего был отправлен в концентрационный лагерь «Бухенвальд». В концлагере Карнаухов как химик был определён в лабораторию лагерного лазарета, где вошёл в состав подпольной группы, во главе которой стоял антифашист, бывший депутат Рейхстага и лагерный капо Эрнст Буссе. Группа готовила восстание в концлагере, а также пыталась спасти приговорённых к смерти заключённых, заменяя учётные номера на их одежде на номера умерших — таким образом удалось спасти не менее 26 советских военнопленных, включая руководителя советского подполья в «Бухенвальде» Николая Симакова; 800 человек получили временное освобождение от работы. Задачей Карнаухова и нескольких его товарищей было изготовление из имевшихся в их распоряжении химических веществ бутылок с зажигательной смесью — всего группой было изготовлено около 200 таких снарядов. Другими заключёнными за несколько лет было спрятано около 90 винтовок и карабинов, один пулемёт, около ста пистолетов и гранат. 11 апреля 1945 года в концлагере началось восстание, заключённым удалось его захватить и продержаться до подхода американских частей генерала Джорджа Смита Паттона.
После окончания войны Карнаухов вернулся в Новосибирск, где с 9 апреля 1946 года работал инженером-химиком, начальником цеха по выделке овчины в артели «Мехпром». 27 мая 1948 года был арестован по ложному обвинению в якобы участии в преступной группе в бухенвальдском подполье. 11 марта 1949 года был приговорён к 25 годам лагерей. Скончался 23 марта 1950 года в Магадане. Военная коллегия Верховного Суда СССР 17 июня 1958 года посмертно реабилитировала его за отсутствием состава преступления.